# Тростниковый
Тростниковый, Тростниковое Озеро, Тростники — упразднённый в 1958 году посёлок в Мурманской области России. Включён в состав города Мончегорска.

## География
Посёлок расположен за Полярным кругом, на северном склоне горного массива Мончетундра, в окрестностях г. Мончегорск, у озера Тростниковое, недалеко от комбината «Североникель».

### Уличная сеть
Улицы: Горняцкая, Тростниковая, Озёрная, Пионерская, Верхняя, Металлургов, Первомайская, Подгорная. Почтовый переулок.

## История
Возник как посёлок горняков в 1937 году в связи со строительством горно-обогатительного комбината.
Согласно Указу Президиума Верховного Совета РСФСР от 27 августа 1939 года включен в состав Мало-Сопчинского поссовета (административный центр образованный рабочий посёлок Малая Сопча)
С мая 1943 года на защите «Североникеля» и Мончегорска возле посёлка стоял 4-й дивизион 361-го зенитно-артиллерийского полка.
Указом Президиума Верховного Совета РСФСР от 09.12.1949 произведено изменение административно-территориального состава Мончегорского района: город Мончегорск стал областного подчинения; район упразднён и его территория, в том числе Мало-Сопчинский поссовет с пос. Тростниковый, передана в административное подчинение Мончегорскому горсовету.
В соответствии с Указом Президиума Верховного Совета РСФСР от 14 августа 1957 года об упразднении пос. Малая Сопча, Решением Мурманского облисполкома от 5 сентября 1958 года Малая Сопча и другие населённые пункты Мало-Сопчинского поссовета были включены в городскую черту Мончегорска

## Известные жители, уроженцы
В посёлке начинал свою трудовую биографию Виктор Алексеевич Зубков, будущий председатель правительства Российской Федерации.

## Инфраструктура
Горнодобывающая промышленность.
Застроен был постройками барачного типа, частными домами. Работали школа, клуб (открыт в 1937 году), детский сад, ясли, молочная кухня, баня, медпункт, почта, магазины.

## Транспорт
Посёлок был соединён с городом автобусным движением.
Возле территории бывшего посёлка проходит автомобильная трасса «Кола» (Санкт-Петербург — Мурманск). В пешей доступности железнодорожная станция Кумужья.